# Thou (Loiret)
Thou település Franciaországban, Loiret megyében. Lakosainak száma 213 fő (2022. január 1.). Thou Batilly-en-Puisaye, Bonny-sur-Loire, Faverelles, Annay és Neuvy-sur-Loire községekkel határos.

## Népesség
A település népessége az elmúlt években az alábbi módon változott:
| Lakosok száma | 235  | 196  | 244  | 240  | 235  | 238  | 229  | 222  | 220  | 213  |
|               | 1968 | 1982 | 1990 | 2006 | 2013 | 2015 | 2017 | 2019 | 2020 | 2022 |